# 德傑集團
瑞士德傑集團股份有限公司，簡稱德傑集團（德語：DT Swiss Group AG）是一家坐落於瑞士比爾的自行車套件製造商。該企業是一家隱形冠軍企業。